# Marie-Claude Najm
Marie-Claude Najm (Beirute, 6 de abril de 1971) é uma professora libanesa, política e ministra da Justiça do Líbano.

## Biografia
Marie-Claude Najm estudou direito na Saint Joseph University em Beirute e continuou seus estudos na Universidade Panthéon-Sorbonne, onde também se formou.

### Carreira acadêmica
Marie-Claude Najm lecionou na Faculdade de Direito e Ciências Políticas da Universidade Saint Joseph em Beirute e também na França, onde foi professora visitante na Universidade Pantheon-Assas (Paris II) e na Universidade Panthéon-Sorbonne (Paris I). Ela está intimamente ligada à Saint Joseph University, onde também é diretora do Centro de Estudos dos Direitos do Mundo Árabe (CEDROMA).
Suas publicações se concentram em conflitos de leis e jurisdições. Em 2007, ela foi membro fundador do "Khalass!", Que visava encontrar uma solução pacífica para o impasse político da época. Ela apoiou os protestos em 2019-2020,sendo  novamente membro fundador de um movimento de protesto civil e ensino de direito nas tendas revolucionárias da Praça dos Mártires em Beirute.

### Carreira política
Em janeiro de 2020, Najm se tornou ministra da Justiça no gabinete do primeiro-ministro Hassan Diab. Ela foi uma das seis ministras no governo Diab contando com 20 ministérios, o que foi visto como um passo na direção certa para a igualdade de gênero na política do Líbano. Pouco depois das explosões de Beirute em 2020, em 10 de agosto de 2020, Najm anunciou sua renúncia do governo. Najm foi o terceiro ministro do gabinete a renunciar após as explosões. Sua renúncia gerou a do governo Diab em poucas horas. Seu ato final no governo de Diab foi encarregar o Conselho Supremo do Líbano, que é o principal órgão judicial do país, de investigar as causas do desastre e, assim, liberar o promotor público Ghassan El Khoury da tarefa. Ela continua a servir como ministra interina.

## Vida pessoal
Ela é casada com Daniel Kobeh. O casal tem uma filha. Najm é uma cristã maronita.